# دولوكسيتين
دولوكسيتين (بالإنجليزية: Duloxetine)‏ هو دواء يُستعمل في علاج:
- اضطراب مزاجي[14]
- صداع نصفي[14]
- ألم عضلي ليفي[14]
- اكتئاب ما بعد الولادة[14]
- اضطراب نفسي[14]
- التهاب المفاصل[14]
- اضطراب وسواسي قهري[14]
- اضطراب الكرب التالي للصدمة النفسية[14]
- متلازمة الألم الناحي المركب[14]
- قلق[14]
- اضطراب القلق[14]
- اضطراب القلق العام (منذ 2 أغسطس 2004)[15]
- اضطراب اكتئابي (منذ 2 أغسطس 2004)[15]

## دوره
يلعب هذا الدواء دورًا في علاج الأمراض كونه:
- مثبطات استرداد السيروتونين الانتقائية

## التداخلات الدوائية
يتداخل دوائيًا مع:
```
إيزوكاربوكسازيد
، 
وفينيلزين
، 
وبروكاربازين
، وسيليجيلين، 
وترانيلسيبرومين
```